# Tewkesbury (borough)
Tewkesbury  é um distrito de administração local e borough em  Gloucestershire, Inglaterra. O seu nome tem origem na sua maior cidade, Tewkesbury. Outras localidades deste borough incluem Ashchurch, Bishop's Cleeve, Churchdown e Winchcombe.
O distrito foi criado em 1 de Abril de 1974, sob a Lei do Governo Local de 1972, pela fusão do borough municipal de Tewkesbury, e do Distrito Rural de Cheltenham e parte do Distrito Rural Gloucester.